# RTV Lansingerland
RTV Lansingerland is een lokale omroep in de gemeente Lansingerland, dat bestaat uit de dorpen Bergschenhoek, Berkel en Rodenrijs en Bleiswijk. RTV Lansingerland zag het licht op 1 november 2008. Voorheen heette de omroep Lobero, RTB-3, RTB-3 FM en Radio 3B-Lokaal. RTV Lansingerland bestaat uit Lansingerland FM, het lokale radiostation, en Lansingerland TV, de lokale tv-zender.

## Lansingerland TV
Sinds 2012 is RTV Lansingerland begonnen met televisie naast de al langer aanwezige tekst-tv. Ieder uur is een kort nieuwsoverzicht van de NOS te zien, daarna volgt het maandelijks magazine, Lansingerland in Zicht.
In dat programma komen actualiteiten en portretterende interviews aan bod. Naast Lansingerland in Zicht is ook het incidentele programma Extra Editie te zien. Zo wordt er elk jaar een editie gemaakt over de intocht van Sinterklaas, de Halve Marathon Oostland, Koningsdag en de Roparun. Ook toen de Postcodeloterij in Bleiswijk viel, was dat te zien.
Een van de bekendste presentatoren van de zender was jarenlang Boyan Ephraim. Hij legde er de basis van zijn carrière en vertrok na een aantal jaar naar de regionale omroep en werd later presentator bij RTL Nieuws.
In 2019 is RTV Lansingerland een samenwerking aangegaan met de krant Hart van Lansingerland.

## Het Magazine
Lansingerland FM zendt sinds september 2012 een wekelijks actualiteitenprogramma uit, op de radio. Dit programma richt zich op een breed publiek in de gemeente en brengt lokaal nieuws, sport, cultuur, politiek en varia op de vrijdagavond van 18.00 tot 20.00 uur.  
Het programma vindt zijn oorsprong in 2007 en werd toen opgestart door Gerard Bovens, oud-hoofdredacteur van het Algemeen Dagblad Peter de Jonge en Jan-Roelof Visscher van RTV Rijnmond. Onder meer Collin Beijk, Guido de Jonge, Jasper van der Burg, Martijn Mastenbroek, Cornel van der Heijden en Nathalie van Suijlekom hebben het programma gepresenteerd. 
De actualiteitenshow verdween een paar keer korte tijd van de zender vanwege onderbezetting, maar is sinds 2012 onafgebroken te beluisteren op de vrijdagavond. 

## Doorgestroomd
Jan-Roelof Visscher begon ooit bij Lobéro en bleef het station jarenlang trouw terwijl hij inmiddels radio en tv maakte bij RTV Rijnmond.   
Harry van der Heijden begon ooit bij RTB-3 en maakte tijdens verschillende periodes radio voor de omroep. Hij was zelfs enige tijd teamleider Radio van Lansingerland FM. Van der Heijden is een zeer creatief radiomaker, maar is vooral bekend als nieuwslezer bij Radio Veronica waar hij in 2013 als onderdeel van Somertijd een Radio Ring wist te winnen. Van der Heijden las ook nieuws voor het ANP en de laatste jaren leest hij namens Talpa voor Radio 10 en Sky Radio. 
Nathalie van Suijlekom had al de nodige ervaring toen ze in 2016 naar Lansingerland FM kwam. Nog geen twee jaar later begon ze al met nieuwslezen bij Radio 538, tevens werkte ze voor Hart van Nederland, RTV Rijnmond en Omroep Brabant. In 2021 startte ze ook als nieuwslezer bij Qmusic. Daar is ze inmiddels de vaste nieuwslezer van de middagshow van Domien Verschuuren.  
Mario Kwaytaal wist onder meer dankzij zijn tijd in Lansingerland professioneel nieuwslezer te worden bij Radio Rijnmond, Radio-M en Studio040. Hij presenteerde ook jarenlang een ochtendshow op de radio in Lansingerland en legde daarmee de basis voor zijn latere ochtendshow op Paradise FM op Curaçao. 
Collin Beijk begon in 1999 bij Radio-3B-Lokaal en zou tot 2013 bij de omroep blijven. Hij ging onder aanmoediging van Jan-Roelof Visscher journalistiek studeren. Hij werd nieuwslezer en verslaggever voor Studio040, de NOS en Omroep Brabant. 
Jasper van der Burg begon als tiener bij Radio 3B-Lokaal en ging daardoor later journalistiek studeren. Hij werkte later onder meer voor RTV Utrecht, Omroep West, het ANP en de NOS. 
Roy Treurniet maakte onder andere sport- en danceprogramma's op Radio 3B-Lokaal. Hij ging later voor RTV Rijnmond, de NOS, Fox Sports en RTL4 aan de slag. Inmiddels werkt hij als itemregisseur voor Vandaag Inside, Viaplay, Ziggo Sport en ESPN. 
Patrick van Uffelen begon in 2011 als tiener als vrijwillig cameraman en editor voor Lansingerland TV en is dat nog altijd. Hij is tevens freelance cameraman en schakeltechnicus voor onder meer NEP, STOLK AV, RTV Rijnmond, de NOS en Hart van Nederland. 